# Parti démocratique amhara
Pour les articles homonymes, voir Mouvement national.
Ne doit pas être confondu avec Parti démocratique Oromo.
Le Parti démocratique Amhara (PDA), dénommé jusqu'en 2018 Mouvement national démocratique Amhara (MNDA), en amharique: የብሔረ አማራ ዴሞክራሲያዊ ንቅናቄ, YeBehére Amara Démokrasiyawi Neqenaqé (ብአዴን) est un parti politique d'Éthiopie. Lors des élections législatives du 15 mai 2005, il a fait partie du Front démocratique révolutionnaire du peuple éthiopien qui a remporté 327 sièges sur 527.
En août 2005, lors des élections régionales, il a gagné 188 des 294 sièges dans la région Amhara.